# Heartbreaker (album của G-Dragon)
Heartbreaker là album solo đầu tay của nghệ sĩ Hàn Quốc G-Dragon, thành viên và trưởng nhóm nhạc Big Bang. Album được phát hành vào ngày 19 tháng 8 năm 2009 thông qua hãng đĩa YG Entertainment. Đĩa đơn chủ đề "Heartbreaker" đứng đầu nhiều bảng xếp hạng âm nhạc lớn của Hàn Quốc ngay sau khi ra mắt. Tới nay album đã bán ra trên 285.000 bản tại Hàn Quốc.

## Thông tin album
Mặc dù dự định ra mắt vào tháng 4 năm 2009, album được lùi sang tháng 8 cùng năm để trùng với sinh nhật thứ 21 của G-Dragon. Trong album này G-Dragon hợp tác với một số nghệ sĩ cùng hãng đĩa như Teddy Park của 1TYM, Taeyang của Big Bang, CL và Dara của 2NE1. Bài hát "The Leaders" (hợp tác với Teddy và CL) nhắc tới các ca khúc nổi tiếng tại Hàn Quốc thời điểm đó như "Gee" của Girls' Generation, "Wuss Up" của Kim Kyu Jong (SS501) và "I Don't Care" của 2NE1. Bài hát "A Boy" là những suy nghĩ của anh về những ngày đầu làm thực tập sinh của YG năm 12 tuổi. Bài hát chủ đề "Heartbreaker" đạt vị trí số một trên bảng xếp hạng của Mnet và Melon, còn "Breathe" có mặt trong top 20.

## Danh sách bài hát
| STT              | Nhan đề                                             | Phổ lời             | Phổ nhạc                  | Hòa âm           | Thời lượng |
| ---------------- | --------------------------------------------------- | ------------------- | ------------------------- | ---------------- | ---------- |
| 1.               | "A Boy" (소년이여; Sonyeoniyeo)                     | G-Dragon            | G-Dragon, Choice37        | Choice37         | 3:29       |
| 2.               | "Heartbreaker"                                      | G-Dragon            | G-Dragon, Jimmy Thornfelt | Jimmy Thornfeldt | 3:22       |
| 3.               | "Breathe"                                           | G-Dragon            | G-Dragon, Jimmy Thornfelt | Jimmy Thornfeldt | 3:27       |
| 4.               | "Butterfly (hợp tác với Jin Jung)"                  | G-Dragon            | Choice37, G-Dragon        | Choice37         | 3:42       |
| 5.               | "Hello (hợp tác với Sandara Park)"                  | G-Dragon            | Kush, G-Dragon            | Kush             | 3:17       |
| 6.               | "Gossip Man (hợp tác với Kim Gun Mo)"               | G-Dragon            | Teddy, G-Dragon           | Teddy            | 3:31       |
| 7.               | "Korean Dream (hợp tác với Taeyang)"                | G-Dragon            | G-Dragon, Jimmy Thornfelt | Jimmy Thornfeldt | 3:16       |
| 8.               | "The Leaders (hợp tác với Teddy & CL)"              | G-Dragon, Teddy, CL | Teddy                     | Teddy            | 3:48       |
| 9.               | "She's Gone (hợp tác với Kush)"                     | G-Dragon            | Kush, G-Dragon            | Kush             | 3:44       |
| 10.              | "1 Year Station" (1년 정거장; Ilnyeon Jeonggeojang) | G-Dragon            | Kush, G-Dragon            | Kush             | 4:04       |
| Tổng thời lượng: | Tổng thời lượng:                                    | Tổng thời lượng:    | Tổng thời lượng:          | Tổng thời lượng: | 35:52      |

## Tranh cãi
G-Dragon bị công ty Sony Music cáo buộc đạo nhạc với lý do hai bài hát "Heartbreaker" và "Butterfly" có giai điệu lần lượt giống với "Right Round" của Flo Rida và "She's Electric" của Oasis. EMI, hãng nắm giữ bản quyền của "Right Round" cho rằng họ không thấy có bất kì sự giống nhau nào giữa hai bài hát. Phía Sony đề nghị G-Dragon phải trả phí bồi thường nếu muốn tiếp tục quảng bá ca khúc này. Vào ngày 6 tháng 3 năm 2010, YG Entertainment thông báo rằng đích thân họ đã liên hệ với người đại diện của Flo Rida và ca sĩ này sẽ xuất hiện trong phiên bản mới của bài hát "Heartbreaker" trong album trực tiếp của buổi biểu diễn Shine A Light. Vào ngày 22 tháng 5 năm 2010 G-Dragon xuất hiện trong buổi diễn của Flo Rida tại Hàn Quốc và hát chung với Flo Rida bản mới của "Heartbreaker".

### Doanh số
| Năm  | Bảng xếp hạng | Lượng bán ra |
| ---- | ------------- | ------------ |
| 2009 | Gaon          | 210,303      |
| 2010 | Gaon          | 33.453       |
| 2011 | Gaon          | 15.000       |
| 2012 | Gaon          | 16.792       |
| 2013 | Gaon          | 15.610       |
| 2014 | Gaon          | 838          |

## Giải thưởng
| Năm  | Giải                    | Hạng mục      | Kết quả   |
| ---- | ----------------------- | ------------- | --------- |
| 2009 | Mnet Asian Music Awards | Album của năm | Đoạt giải |